# Hemimastix kukwesjijk
Hemimastix kukwesjijk — вид протистів родини Spironemidae.

## Етимологія
Видова назва H. kukwesjijk походить від істоти у міфології індіанців мікмак; Куквес'їк — волохата антропоморфна істота-людожер (аналог європейського огра). Назва вказує на «волохатість» клітини.

## Відкриття
Типові зразки зібрані у 2016 році у пробах ґрунту неподалік міста Галіфакс (Нова Шотландія, Канада). Нові організми виявила біолог Яна Егліт у Університету Делгаузі. Визначено, що протист належить до роду Hemimastix, що досить поширений у південній півкулі. На основі зразків у 2018 році описано новий вид.

## Опис
Hemimastix kukwesjijk — це одноклітинний організм завдовжки від 16,5 до 20,5 мкм. Клітина овальна. Цитостома немає. Біля переднього кінця є екструсома. Організм вкритий двома жорсткими, трохи спірально закрученими оболонками. Між цими оболонками розташовані дві борозноподібні западини, в кожній з яких є ряд джгутиків. Налічується 17-19 джгутиків у кожному ряду. Джгутики досить жорсткі. Вони не придатні для плавання, але добре служать для переміщення по частинках ґрунту та інших поверхнях. Всередині клітини по центру видно ядро і ядерце. Збоку лежить скоротлива вакуоля. Від близького виду Hemimastix amphikineta відрізняється більшими клітинами з більшою кількістю джгутиків у кожному ряду.